# 美山郵便局 (和歌山県)
美山郵便局（みやまゆうびんきょく）は、和歌山県日高郡日高川町にある郵便局。民営化前の分類では集配特定郵便局であった。

## 概要
住所：〒644-1299 和歌山県日高郡日高川町皆瀬1079-1
かつては旧美山村唯一の集配郵便局であったが、郵政民営化に伴う集配郵便局再編に伴い、当局には統轄支店が置かれず配達センター局になった。

## 沿革
- 1985年（昭和60年）7月29日 - 川上郵便局から美山郵便局に改称。
- 1990年（平成2年）7月2日 - 寒川郵便局から集配業務を移管。
- 2007年（平成19年）10月1日 - 民営化に伴い、併設された郵便事業御坊支店美山集配センターに一部業務を移管。
- 2012年（平成24年）10月1日 - 日本郵便株式会社発足に伴い、郵便事業御坊支店美山集配センターを美山郵便局に統合。

## 取扱内容
- 郵便、印紙、ゆうパック、内容証明
- 貯金、為替、振替、振込、国債、国際送金
- 生命保険、バイク自賠責保険
- ゆうちょ銀行ATM
- 日高川町内の一部地域（旧美山村区域）の集配業務

## 風景印
- 図柄は椿山ダム。局名表記は「和歌山　美山」
- 使用開始日は1988年3月5日

## 周辺
- 日高川町役場美山支所
- 日高川町立川原河小学校
- 日高川町立美山中学校
- 下阿田木神社
- 日高川
- 新桂木トンネル
- 権現峠

## アクセス
- 駐車場あり：3台